# Высший пилотаж (телесериал)
«Высший пилотаж» — российский телесериал, премьера которого состоялась на телеканале «Россия-1» в 2009 году.

## Главные герои
- Игорь Волохов — командир воздушного судна, очень опытный пилот, бывший военный лётчик-испытатель, полковник авиации в отставке. Бывший любовник Натальи, начиная с 5 серии пытается добиться её внимания, с 13 серии они начинают встречаться. Сначала запрещал дочери Марусе встречаться с Сергеем, но позже изменил о нём своё мнение. Жена давно бросила его и Марию.
- Сергей Васильев — второй пилот, бывший военный лётчик и морской пехотинец, старший лейтенант авиации в отставке. Со 2 по 6 серию встречался с Натальей, с 8 по 15 серию влюблён в Марусю Волохову, в 16 серии женат на ней.
- Наталья Стебельцова — старшая стюардесса. Бывшая любовница Игоря. Со 2 по 6 серию была в отношениях с Сергеем, с 8 серии отношения с Игорем теплеют, с 13 серии начинают встречаться, в 14 серии признается ему в любви. Есть дочь Анна. Не замужем.
- Мария (Маруся) Волохова — стюардесса. Дочь Игоря Волохова. Со 2 по 15 серию влюблена в Сергея, в 16 серии замужем за ним.
- Михаил Борисович Бершидский — штурман гражданской авиации с огромным профессиональным стажем, заслуженный штурман России. Женат, есть приемный сын Егор (14—16 серии).
- Геннадий Сапронов — бортинженер гражданской авиации. Сложные отношения с женой, есть двое детей, а также любовница Юля (3, 12 серии).
- Михаил Михайлович Кудрин — бывший второй пилот в экипаже Волохова (1-3 серии), бывший военный лётчик, полковник авиации в отставке. Первый заместитель генерального директора авиакомпании «АЭРУС» (с 4 серии) Разведён, в отношениях с врачом Зоей из медпункта аэропорта Шереметьево.

## Список серий

### 1 серия. «Новые люди»
Москва (Россия), начало 2000-х годов. Молодой, но опытный пилот Сергей Васильев попадает под сокращение в своём истребительном авиаполку. Благодаря своему знакомому — бывшему инструктору Михаилу Михайловичу Кудрину — ему удаётся устроиться в авиакомпанию «АЭРУС» на должность второго пилота авиалайнера Ил-86.
Его знакомство с экипажем заканчивается нелепостью - Васильев в ожидании остальных начал дурачиться и имитировал аварийную посадку, забыв "выпустить шасси". Так как Кудрин ещё считается вторым пилотом, которого едва не допустили до рейса из-за состояния здоровья, Сергея просят помочь бригаде бортпроводников во время рейса в Новосибирск (рейс АЭРУС-1983), на котором, как из рога изобилия, сыплются проблемы: на борт попадает беременная на поздних сроках, которая сначала симулирует роды, надеясь, что самолёт развернут в Москву, а потом, когда "спектакль" провалился, начинает рожать на самом деле. Также на борту одному пассажиру становится плохо с сердцем, и Васильев колет ему адреналин в сердце, не зная, что тот перебрал с успокоительными и алкоголем.

### 2 серия. «Жара»
Ил-86 летит в Бишкек (рейс АЭРУС-1220), но из-за тумана его направляют на запасной аэродром в Чимкент. После успешного приземления пассажирам не дают автобус для высадки и просят подождать, так как в аэропорту... вообще никого нет, за исключением единственного диспетчера и начальника охраны. Попутно из-за дикой жары на борту лайнера становится невыносимо душно, отчего некоторые пассажиры пытаются открыть аварийные выходы, чему противостоит Васильев, по прежнему помогающего бортпроводникам. Вскоре на борту заканчивается вода. Благодаря пассажиру бизнес-класса, который достал всех, кто летел рядом с ним, запасы воды удаётся восполнить перед самим взлётом, на радость Волохова и всех остальных на борту.
Вылетев наконец из Чимкента, на борту появляется новая проблема - из хрупкого груза вырывается стая пчёл, которые становятся виновниками очередного бардака. По итогу - Волохов слепнет на один глаз из-за укуса пчелы, из-за чего Васильеву приходится стать пилотом на некоторое время, а пассажиры пытаются сигаретным дымом вытравить пчёл.

### 3 серия. «Кордебалет»
Чартерный рейс в Турцию, и по совместительству - крайний для Кудрина рейс в качестве пилота, его окончательно списывают по состоянию здоровья. В аэропорту Гена помогает пассажирке со сломавшимся чемоданом и по ходу полёта узнаёт, что Юля со своими подругами якобы из хореографического училища летят в Турцию на гастроли в сопровождении промоутера-турка, на самом деле оказавшегося азербайджанцем. Гена и остальные члены экипажа смотрят на промоутера с недоверием и подозревают, что дело нечисто.
Экипаж отдыхает в Турции следующие два дня, но отдых быстро прерывается, когда Гена в гостинице встречает избитую танцовщицу Таню. Оказывается, что девушек на самом деле заманили в страну для занятий проституцией и держат в неволе. Волохов с Таней обращаются в посольство, но особых результатов это не даёт. Он же предлагает план - постараться вывезти в Россию хотя бы Таню, замаскировав её под стюардессу, но постараться освободить всех остальных. Игорь, Гена и Серёга отправляются в один из спальных районов, где предположительно находится притон. Им удаётся проникнуть в дом и побив практически всех находящихся внутри, вытащить девушек.
Сразу они едут в аэропорт, где представитель "Аэрофлота" помогает с документами девушкам, а Серёга с Геной устраивают "тёплый приём" промоутеру. По прибытии в Москву избитого и связанного промоутера, по официальной версии, упавшего с трапа, сдают милиции вместе с заявлениями.

### 4 серия. «Детский сад»
Экипаж Волохова снимают с рейса и отправляют в конференц-зал авиакомпании, где они узнают, что Михалыча назначили на должность первого заместителя руководителя авиакомпании. Кудрин предлагает, если экипаж не успеет вернуться к банкету по поводу его нового назначения, отметить это в своём кругу.
Сергей Васильев наконец-то садится в кресло второго пилота. На борту Ил-86 (рейс АЭРУС-733 в Испанию) 216 человек, и 184 из них — дети и двое сопровождающих из детского лагеря, по линии которого и летят дети. Уже в аэропорту начинаются проблемы, продолжающиеся на борту - у одного из детей сбегает крыса по кличке Жорик, и его ловят сначала по аэропорту, а затем и по самолёту. Один из детей, играющий в агента ФСБ, «арестовывает» бортпроводника Валерия, заковав в наручники, и теряет ключ от них. Весь самолёт, кроме Валерия и воспитателей, ищет ключ, пока Валерию не потребовалось справить малую нужду. Бортпроводник Юрий пытается бороться с наручниками при помощи ножа, а потом и Гена. Оказывается, что наручники куплены... в магазине для взрослых и являются изделием очень хорошего качества. Бортпроводникам приходится помочь Валерию сходить в туалет практически у всех на виду, скрыв его ото всех пледами. Тогда же из кабины приходит Борисыч и находит ключ от наручников в кресле, в котором сидел Валерий. Но беда не приходит одна — один из пассажиров -  светленький мальчик в очках испарился из самолёта, и теперь все ищут его, сбиваясь при этом со счёта. К поискам подключается командир Волохов и обнаруживает ребёнка на полке для ручной клади, так как его туда засунули подростки.

### 5 серия. «Слепота»
Рядовой рейс в Нижневартовск (АЭРУС-753), но штурман сообщает о штормовом предупреждении с ухудшением условий, и Волохов принимает решение садиться на запасной аэродром — Северный, и поворачивает туда. Затем, уже при подлёте, Борисыч замечает непонятные шумы в наушниках и думает, что навигационное оборудование самолёта вышло из строя, но диспетчер успевает предупредить его о веерном отключении электричества в районе и передать направление для посадки. Оказывается, что из-за последствий урагана в области весь район питался по загруженной до предела резервной линии электроснабжения, а та, "благодаря" двум в хлам напившимся электрикам, окончательно выходит из строя, вызывая полный блэкаут в области. Почти сразу возникает проблема - диспетчер, по мнению Васильева, когда-то садившегося в Северном и знающего географию местности, и Борисыча, прочитавшего схему захода на посадку, сообщила неверный курс посадки, но узнать правду уже нереально - аэропорт обесточен, в том числе и из-за отказа местного генератора. Экипаж слышит переговоры гражданских и военных бортов и узнаёт об обстоятельствах отключения и о том, что ещё один самолёт не может сесть нигде, кроме как в обесточенном Северном из-за отсутствия топлива и включает сигнал бедствия. Волохов начинает визуальный заход на посадку, так как в аэропорту успели расставить бочки с горящим внутри керосином, обозначив полосу.

### 6 серия. «Он не должен уйти»
Во время спецоперации ФСБ по задержанию связного крота, последний перед смертью называет номер рейса, на котором собирается улететь «крот» (АЭРУС-1999 Москва—Гандер—Майами). Генерал-полковником ФСБ Доновичем принято решение отправить этим рейсом полковника ФСБ Лепёшкина, "отличившегося" в плохом смысле во время задержания крота.
Пока идёт подготовка спецоперации на борту самолёта, экипаж делится мнением насчёт нового самолёта (рейс является экспериментальным, выполняемым на Ил-86 с новыми двигателями, что невозможно в реальности). Получив странную команду от диспетчера, экипаж узнаёт про то, что на их борту происходит спецоперация.
Тем временем коллеги из контрразведки показывают Лепёшкину фотографию их человека на борту, и на огромном удалении от Москвы на борту Ил-86 находят труп контрразведчика, чем окончательно развеивают сомнения Доновича о том, что крота нет на этом рейсе. Он приказывает экипажу повернуть самолёт обратно на Москву, но натыкается на сопротивление экипажа, который против этого из-за отсутствия необходимого запаса топлива и невозможности посадить самолёт в любом другом аэродроме, что в противном случае может обанкротить всю авиакомпанию. Донович понимает настроения лётного экипажа и просит вернуть самолёт на Родину вместе со всеми пассажирами, так как крот может сломать жизни многих людей, и попутно просит коллег связаться хоть с кем-нибудь по поводу компенсации расходов и убытков авиакомпании из-за спецоперации.
Тем временем Лепёшкин обыскивает убитого, приносит всё в кабину и вместе с бортинженером отправляется опрашивать пассажиров. Бершидский беседует с Доновичем по поводу возможности схватить крота в России, и узнаёт, что это было сложно. Он шутит, что на борту есть "один деятель" из системы ФСБ - сам Лепёшкин. Чуть позже, перед посадкой в Гандере, Серёга решает посмотреть телефон убитого и обнаруживает в нём фотографию Лепёшкина со звуковой записью, из которой становится ясно, что «крот» — Лепёшкин. Он пытается задержать Лепёшкина, но тот угрожает застрелить Серёгу из пистолета, замаскированного под сотовый телефон. Они схватываются в рукопашной, в которой Серёга получает рассечение брови, а самого крота нейтрализует невесть откуда появившаяся девушка. Самолёт возвращается в Москву, где выясняется, что убитый на борту - сотрудник американского посольства в Киеве и резидент американской разведки, а экипаж подписывает документы о неразглашении.

### 7 серия. «Чёрная икра»
Бершидский, Волохов, Васильев и Сапронов отдыхают на берегу Волги с местным предпринимателем Каракуловым и становятся свидетелями близлежащей перестрелки между рыбнадзором и браконьерами, в ходе которой убили одного из сотрудников ведомства.
Ил-86 (рейс АЭРУС-1505) перевозит из Астрахани в Москву груз, напрямую связанный с обороной, к которому в последний момент добавляют какие-то бочки с ГСМ. Перед самим взлётом экипаж просят выйти из самолёта и предъявить содержимое бочек. В них оказывается чёрная икра, а не смазочные материалы. Экипаж Волохова задержан и посажен под домашний арест в гостиницу, где Борисыч признаётся в "маленькой проблеме" - у него в сумке банка с чёрной икрой. Волохов предлагает план - уничтожить икру, съев её. По предложению Василева, все они, кроме Борисыча, скидываются на водку. В ходе застолья они напиваются, но опьянение так и не наступает. Тем временем из Москвы присылают другой «экипаж», который улетает на самолёте по маршруту.
В то же время, на другом рейсе, Наташа третирует Марусю, скидывая на неё всю возможную работу.
Для разбора происшествия из Москвы прилетает Кудрин, который узнаёт, что самолёт уже улетел с людьми, которые действительно являются пилотами авиакомпании, но в данный момент находящихся в разных частях страны, то есть, самолёт угнали. В номер к Волохову приходят милиционеры и их всех под конвоем отвозят в аэропорт, где начинается разбор ситуации.
Тем временем, угонщики меняют позывные на "Тайга 22-12" и исчезают с экрана радара как рейс компании "АЭРУС". На земле Борисыч принимается за расчёты и предполагает, что угонщики изменили позывные, а по данным радарного слежения, в том же месте, где исчез рейс 1505, появился рейс 2212, летящий в Анкару. ПВО находят предполагаемую воздушную цель, и на перехват вылетают два истребителя с приказом сбить самолёт при подходе к границе. Угонщики стараются выиграть время и покинуть воздушное пространство России, но всё же сдаются. Самолёт с ценным грузом сажается на аэродроме.

### 8 серия. «Африканские страсти»
Экипаж Волохова назначается на новое направление (рейс АЭРУС-079 Москва—Каир—Хараре) в Зимбабве с дозаправкой в Египте.
Из-за внезапно освободившегося времени Сергей и Маруся сбегают из аэропорта и проводят остаток дня в кафе и развлекательных центрах. Их прощание видит Волохов, который едва не выбегает из квартиры с лыжами. На следующий день Волохов в отместку запрещает всем покидать кабину, даже в туалет.
Но на подлёте во время сеанса радиосвязи возникает проблема - во время полёта из Каира произошёл государственный переворот, и они не могут сесть из-за угрозы безопасности, а на борту из-за сообщений о перевороте начинаются локальные волнения между африканскими пассажирами, требующими больше информации. Из-за того, что никто из них не владеет русским или английским, Васильев вынужден тянуть время, зачитывая пассажирам на английском информацию из обычного путеводителя, купленного из-за спора с Марусей. Запасной аэродром в Лусаке, Замбия, отказывает в посадке под предлогом запрета на авиасообщение между Зимбабве и Замбией, а потом и якобы в ремонте полосы в Лусаке, когда экипаж сообщает о малом остатке топлива. Борисыч предлагает лететь в район водопада Виктория и попытать счастья сесть на одном из 3-х аэродромов. Экипажу на планировании удаётся сесть в аэропорту Касана в Ботсване.

### 9 серия. «Спецрейс»
В ближневосточной стране война. Ту-154, который должен был вывезти оттуда людей, не смог взлететь — ему подбили носовое шасси. Генерал-полковником ФСБ Доновичем, из-за запрета американских оккупационных войск летать военным самолётам (под это определение попали даже самолёты МЧС) принято решение выслать гражданский самолёт, и он предлагает совершить эту миссию экипажу Волохова, которого посреди ночи будят вместе со всеми членами лётного экипажа и, как он думает, Марусей, которая на самом деле, сбежала ради свидания с Васильевым. По прибытии в аэропорт, экипаж в полном составе соглашается на авантюру. Кудрин тоже пытается попасть в число членов экипажа, но натыкается на упорное сопротивление Васильева. Самолёт взлетает, однако перед этим, Волохов становится свидетелем разговора своей дочери с Сергеем, что впоследствии едва не выливается в драки на борту.
Экипаж узнаёт, что первый самолёт не смогли убрать с полосы, что серьёзно ограничивает возможности экипажа в плане посадки и взлёта. Им удаётся безопасно приземлиться в разгар сражения за аэропорт и эвакуировать людей. Однако при взлёте Ил-86 ударяется о хвостовой стабилизатор подбитого Ту-154, но к счастью, обходится без повреждений. По возвращении Волохов и Васильев всё же дерутся.

### 10 серия. «Туман»
Ил-86 заходит на посадку в Калининграде, надеясь обогнать туман. Волохов принимает решение садиться, но неожиданно Васильев запрашивает решение командира о посадке, а потом вообще уводит самолёт на второй круг. Игорь не желает уходить на второй круг. Из-за этого самолёт жёстко касается полосы и выкатывается за её пределы. Гена говорит, что имела место грубая посадка. Из Москвы на разбирательства прилетает Кудрин. Основной аргумент Васильева - КВС не озвучил решение и действовал по инструкции, рассыпается о записи "чёрных ящиков". По итогу, его отстраняют от полётов на время разбирательства, но Волохов накатывает рапорт на него, который состоит из сплошных негативных эмоций по отношению к Васильеву. Он увольняется из авиакомпании и уезжает на Крайний Север.
Волохову на время дают другого второго пилота — Олега Сычёва, который вот-вот должен выйти на пенсию и заняться сельским хозяйством, рассказами о котором он сам задолбал всех бортпроводников и даже лётный экипаж.
Спустя месяц у Волохова собираются Борисыч и Кудрин. Они узнают от Игоря, что Маруся уже месяц не разговаривает с отцом, и читают странную распечатку от телефонной компании, из которой следует, что с городского телефона Волохова совершались десятки звонков в различные города Крайнего севера и Дальнего востока. Вскоре выясняется, что Маруся взяла отпуск и уехала в неизвестном направлении
Во время полёта (рейс АЭРУС-139) за штурвалом остаётся только Олег, так как Волохов просто сбежал от очередных рассказов, и в этот момент от диспетчера поступает команда сменить эшелон, но Олег не реагирует. Штурман дублирует команду по рации, но Олег опять не реагирует. Штурман вызывает командира обратно в кабину и только когда Игорь спросил у Олега, что случилось, оказалось, что он ничего не слышал. Сапронов проверяет наушники и обнаруживает скрытый дефект, из-за которого гарнитура выходила из строя в какие-то моменты.
Тем временем Маруся приезжает к Сергею и решает остаться с ним, несмотря ни на что. Вскоре ей звонит Волохов и озвучивает решение руководителя авиакомпании «АЭРУС» - восстановить Сергея, и сам извинившись, просит вернуться в экипаж.

### 11 серия. «Сердце»
Грузопассажирский рейс Хабаровск—Москва (АЭРУС-512) задерживается с вылетом, так как на борт доставляется сердце для пересадки 5-летнему мальчику, а сердце необходимо доставить на операционный стол в течение восемнадцати часов и при этом, успеть обогнать огромный циклон с обильными снегопадами и шквалистым ветром, который в течение нескольких часов должен накрыть Москву вместе со всей центральной частью страны. Практически сразу после вылета из Хабаровска выясняется, что они не успели, и атлантический циклон уже накрыл Москву и даже Санкт-Петербург. Экипаж вынужден садиться на запасном аэродроме в Нижнем Новгороде. Из-за отсутствия как хороших новостей, так и времени (остаётся меньше десяти часов на пересадку), Васильев предлагает угнать самолёт и в одиночку привезти сердце в Москву. Его план, хоть и с оговорками, принимается - экипаж решается на перелёт без шанса сесть в Шереметьево. Ради этого Волохов добивается от дежурного по аэропорту разрешения на вылет. Тем временем отец мальчика, для которого везут сердце, пытается выяснить хоть какую-то информацию, и отчаявшись, направляется в закрытую церковь, где сторож его выслушивает и впускает помолиться. Тем временем, из Нижнего вылетает Ил-86, но без врачей. При подлёте к Москве выясняется, что ВПП почти не видно. Они вызывают диспетчерскую подхода, но их вызов перенаправляют на местного дежурного, в это время мирно беседующего с Кудриным, Марусей и Наташей. Волохов вынужден запросить вынужденную посадку из-за нехватки топлива. С первого захода посадка проваливается из-за резкого порыва ветра, и самолёт уходит на второй круг. Наташа, Маруся, Кудрин, дежурный по аэропорту и отец мальчика наблюдают из окна за весьма драматичной посадкой. Со второго захода Ил-86 садится, доставив сердце с остатком времени всего восемь часов.
Наутро сторож в церкви видит, что одна из икон замироточила...

### 12 серия. «Неизвестная болезнь»
После очередного пятничного рейса Кудрин, Волохов и Бершидский собираются на застолье в аэропорту, на котором шутят над тем, что Волохов боится, что однажды придя домой, он увидит маленьких человечков, прямо говоря про отношения Сергея и Маруси. Их застолье дважды прерывается сначала руководителем авиакомпании, также принявшим участие в застолье, и медсестрой, которая отчитывает Кудрина. От него же Волохов узнаёт, куда летит их следующий рейс, приводя его и Борисыча в недоумение. Гена, Сергей и Маруся видятся с группой Юли, которые приглашают их на новое выступление.
Гена устаёт от постоянных измен жены и уходит из дома, решив на время осесть у Серёги в общежитие.
Рейс из Китая в Москву (АЭРУС-1813) начинается с огромного перегруза и невозможности распихать багаж по местам. Самолёт с трудом отрывается от полосы и набирает высоту. Внезапно во время полёта одному пассажиру-китайцу становится плохо, но несмотря на оказываемую медицинскую помощь, он умирает. Вскоре умирает ещё несколько. Командир со штурманом ищут аэродром для вынужденной посадки, но в Бишкеке и Алма-Аты - плохая погода, и Борисыч догадывается, что казахи просто динамят эндемичный рейс. Они решают сесть в Оренбурге. Курс изменён, но вдруг Наташа замечает признаки болезни и у Маруси, сообщение о чём вызывает переполох в кабине. Волохов, передав управление Васильеву, прибегает к Марусе, но его дочке становится ещё хуже. Штурман сообщает, что умер ещё один пассажир. Сергей в спешке сажает самолёт в Оренбурге и их отводят в ангар, где организовали карантин. Там врач сообщает, что у Маруси, которая уже прощается со всеми, оказывается совершенно другая болезнь — банальная аллергия на слоновую грушу, купленную ею на рынке в Китае после двух таблеток ей становится легче, а "мёртвые пассажиры" всего лишь были наркокурьерами (о чём прямо в сериале не сообщается) и пострадали от разрыва пакетиков с веществами.
Позднее Гена, Сергей и Маруся всё же посещают выступление танцовщиц и на выходе из клуба, пересекаются с Волоховым и Наташей.

### 13 серия. «Высший пилотаж»
Ил-86 везёт ВИП-пассажиров во главе с главкомом ВВС на авиасалон в Швецию. На авиасалоне предполагается показательное выступление русской пилотажной группы в рамках заключения "контракта века" на поставку МиГ-29 с арабами. За тот же контракт борются и французы с "Миражами". Делегация понимает, что французы несут серьёзную угрозу своей агрессивной пиар-компанией и долгими переговорами с арабской делегацией, что следует из наблюдений одного из членов делегации. В качестве выступающих пилотов российской делегации 3 человека: 2 основных и 1 запасной. Основных пилотов пригласили на кофе коллеги-французы — пилоты истребителей «Мираж» — и на следующий день основной состав сваливается с диким отравлением, и им не до полётов. Запасной пилот тоже вне игры, но по другой причине - тот просто напился, думая, что и так никуда не должен лететь. Его довольно быстро восстанавливают в строй, но есть проблема - был заявлен парный полёт, а других пилотов, пилотировавших МиГ-29, нет. Волохов вспоминает о Сергее, но тот резко высказывает главкому всё, что думает о нём и его сыне и уходит, послав его. Игорь с трудом уговаривает Сергея полететь, "разрешая" ему встречаться с Марусей, и тот соглашается, но всё равно презирает главкома. Решив одну проблему, возникает другая - руководитель полётов напился и просит у всех пистолет, чтобы застрелиться "как советский офицер", но его заменяет Волохов, по представительству Сергея.
Во время выступления у истребителя Сергея отказывает один из двигателей. Волохов приказывает ему катапультироваться, но тот рискует и пытается запустить его, не взирая на риск столкновения с поверхностью. От волнения Маруся теряет сознание, но двигатель в последний момент заработал, и программа благополучно продолжилась завершилась. В итоге, Васильев огребает от всех - от напарника по полёту, от Маруси и от Волохова.
Главком дарит Сергею свои часы.

### 14 серия. «Найденыш»
Экипаж Волохова вынужден уже который день сидеть во Владивостоке, ожидая хорошей погоды и играет в карты, изнывая от безделья. Во время визита в метеослужбу аэропорта Бершидский находит в аэропорту мальчика-беспризорника Егора и приводит его в гостиницу. Там его кормят и укладывают спать. Сергей, изучив содержимое рюкзака и укладку вещей в нём, выносит предположение, что мальчик убегает из дома далеко не в первый раз. Волохов решает сообщить о находке в милицию но так, чтобы парня забрали на следующий день.
На следующий день Егор решил сбежать, но Бершидский его останавливает. Маруся и Сергей уводят его в город в цирк, а тем временем к Волохову, Наташе и Гене приходят из милиции. Из разговора выясняется, никто из детей не пропадал, а родители у Егора алкоголики, причём окончательно спившиеся, а брат - героиновый наркоман со стажем. Сам Егор же оказывается "беглецом" с огромным стажем, которого однажды поймали в Томске. Милиция  забирает Егора и отвозит к родителям, но Бершидский успевает дать ему свой адрес, если у него будут проблемы. Дома у Егора Гена становится свидетелем того, как отец Егора бьёт мальчика, и "намекает", чтобы тот угомонился. Впоследствии экипаж крайне тяжело переживает разрыв с Егором, который уже стал близким для всех членов экипажа.
Через несколько недель Егор каким-то образом добрался до Москвы и пришёл домой к Бершидскому. Бездетные штурман и его супруга София решают усыновить Егора, но понимая, что это нереально, Борисыч обращается к Доновичу за содействием.
Игорь и Наталья наконец-то объясняются друг другу в любви.

### 15 серия. «Захват»
В ФСБ поступает информация о возможном теракте, связанном со взрывом самолёта, но никто не знает какого и когда. Донович приказывает усилить контроль за всеми аэропортами московского авиаузла и докладывать "обо всём интересном". В какой-то момент это даёт свои плоды - ему докладывают о том, что известный радикал был в Шереметьево, но что делал - непонятно.
Вскоре на рейс АЭРУС-3340 Москва—Монастир садятся трое людей, двое из которых захватывают самолёт Волохова, угрожая убить Марусю, а третий - собирает "жилет смертника" и угрожает взорвать самолёт. Волохов вынужден подчиниться и впустить террористов на борт. Почти сразу Доновичу, едва добравшемуся до бумаг по делу Бершидского, докладывают об угоне самолёта с самим Борисычем на борту. Он выезжает в Шереметьево и приказывает командиру "Альфы", который участвовал в эвакуации людей с Ближнего востока, вылетать следом. Ил-86 догоняет Ту-154, принадлежащий ФСБ.
Тем временем Донович беседует с Егором и, на пару с Кудриным, пытается его успокоить. Попутно с самолёта ФСБ экипажу завуалированно сообщают о настоящей цели террористов - обрушить самолёт на Израиль. Сергей решает "включить дурака" и лётный экипаж обезвреживает одного терориста. Он с Геной сигнализируют Марусе о том, чтобы та отвлекла террористов. План удаётся. Террориста с бомбой обезвреживают Сергей и Гена, а второго - двое пьяных бизнесменов, летевших на Кипр. Они же, узнав о том, что бомба может взорваться в любую секунду, предлагают... выбросить террориста с бомбой из самолёта.
План удаётся, но с одной проблемой - в глухой тамбовской деревне, над которой пролетают самолёты, пьяный библиотекарь пересказывает не менее пьяным односельчанам сюжет книги Сергея Лукьяненко, а  тем временем, выброшенный из самолёта террорист с бомбой, падает на коровник и разносит его в момент кульминации пьяного рассказа.
По возвращении в Москву Маруся узнаёт про отношения между своим отцом и Наташей.

### 16 серия. «Земля обетованная»
Последний полёт штурмана Бершидского перед пенсией, по этому поводу вместе с экипажем летит Кудрин (рейс АЭРУС-1011 Москва—Тель-Авив—Москва). Сергей с Марусей отправляются в ночной клуб, а Бершидский беседует с переселенцем. Внезапно в фойе клуба раздаётся взрыв, но Сергей и Маруся выбираются целыми. Теракт отбил у Бершидского желание ехать на пенсию в Тель-Авив; на следующий день Ил-86 летит в Москву.
Тем временем Украина проводит учения по запуску ракет С-200, на борту самолёта Бершидский как раз читает об этом статью в газете и рассказывает о них экипажу, как и о том, что на борту закончились запасы корвалола и валерьянки. В это время генерал-майор украинской армии демонстрирует наблюдателем из НАТО новые ракеты и запускает одну из них в цель, но виртуальный режим случайно был переведён в боевой. Когда капитан-майор определяет цель, ею оказывается рейс Волохова.
Ракета пролетает мимо самолёта Ан-24 авиакомпании АВЛ, о чём его командир сообщает авиадиспетчеру. Экипаж Ил-86 понимает, что они оказались под ударом. Диспетчер разрешает смену курса и увеличение скорости самолёту, который начинает спасаться бегством. После нескольких крайне напряжённых минут им удаётся уйти за радиус действия зенитной ракеты, но та продолжает преследовать. Волохов пытается увести самолёт от ракеты, но она взрывается возле самолёта по левому борту: двигатель №1 выходит из строя и воспламеняется, двигатель №2 повреждён и в итоге отключается, фюзеляж и левое крыло испещрены следами шрапнели, самолёт разгерметизирован. Машина стремительно теряет высоту и топливо, потеряв при этом радиосвязь с диспетчером. Помимо этого тяжело ранены Волохов и Борисыч. Сергей и Гена приходят в себя после взрыва и пытаются бороться за живучесть самолёта. К ним присоединяется Кудрин. В этот момент выходит из строя гидравлическая система. По внутренней связи в кабину пробивается Маруся, сообщающая о множестве раненых и убитых среди пассажиров.
Им с трудом посадить самолёт на брюхо на сельскохозяйственное поле в Краснодарском крае...
Прошёл год. Бершидский полностью восстановился, но Игорь остался инвалидом - в результате полученных травм не полностью восстановилась функция руки. Кудрин предлагает Игорю должность КВС-инструктора в лётной школе, а Васильеву — место командира экипажа.
Прошёл ещё один год. У Сергея и Маруси родился сын, Игорь души не чает в своём внуке. Малыш вместе с дедушкой провожает папу и маму в рейс, в который Сергей идёт уже в должности командира экипажа, а Маруся — старшей стюардессы. Кудрин под руководством Сергея прикрепляет второго пилота Петра — немолодого выпускника лётной школы.

## В ролях
- Борис Щербаков — Игорь Волохов
- Сергей Карякин — Сергей Васильев
- Ольга Ломоносова — Наталья Стебельцова
- Мария Горбань — Мария (Маруся) Волохова
- Анатолий Калмыков — Михаил Бершидский
- Сергей Гирин — Геннадий Сапронов
- Александр Ермаков — Михаил Кудрин

## Самолёты Ил-86, представленные в фильме
В сериале снялось три самолёта Ил-86 — борта RA-86103, RA-86110 и RA-86124.

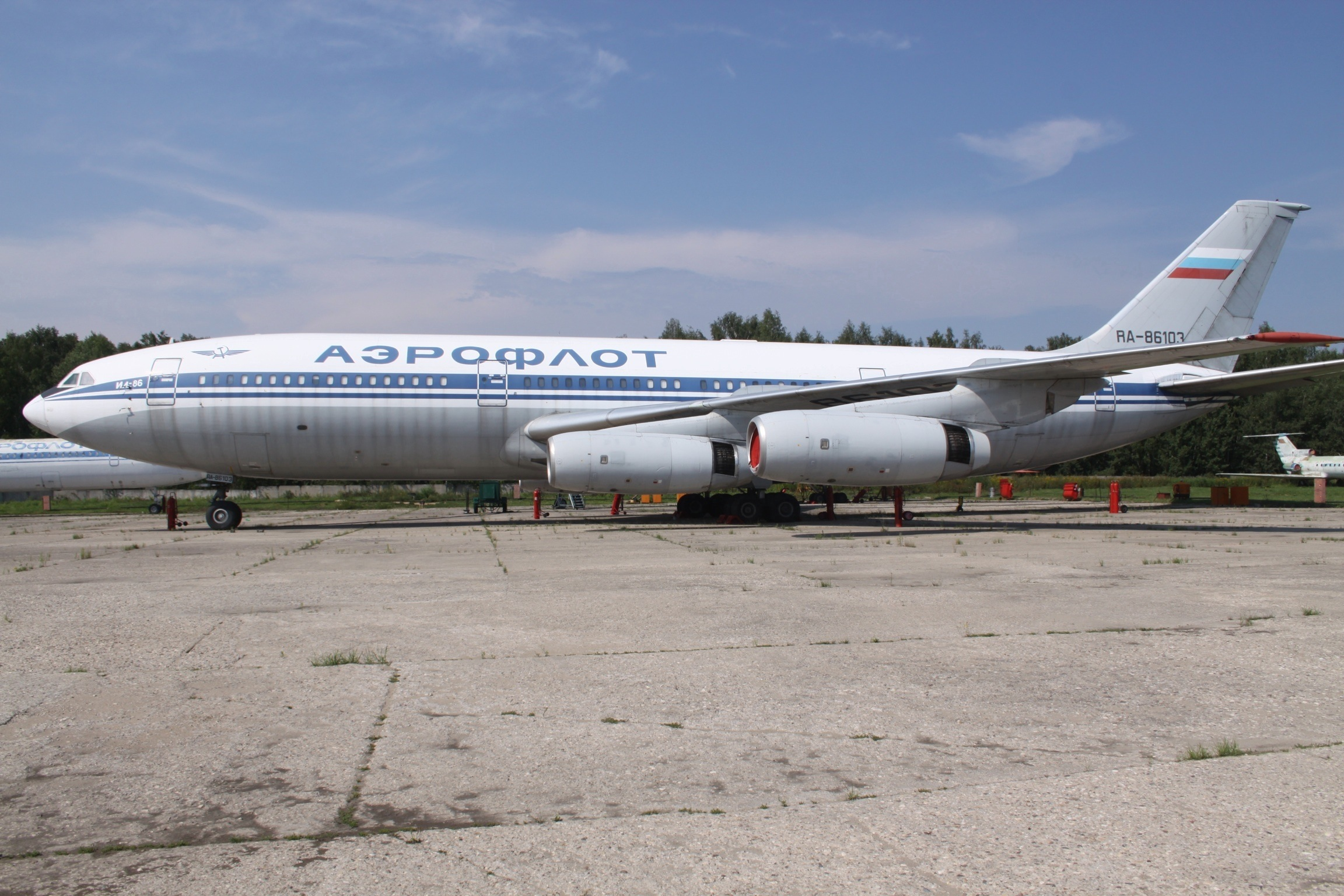
RA-86103
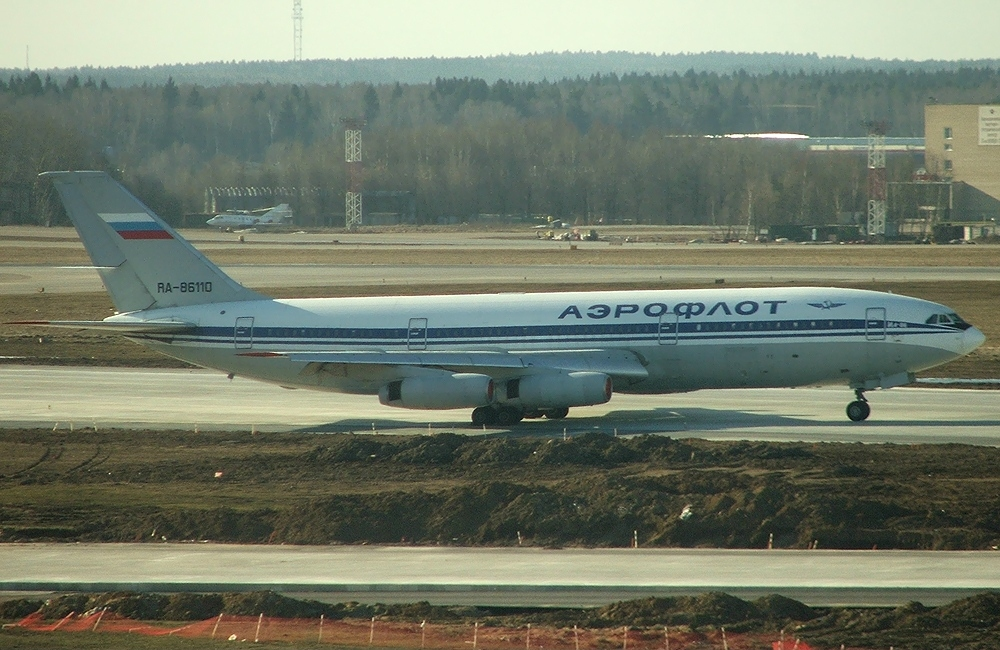
RA-86110
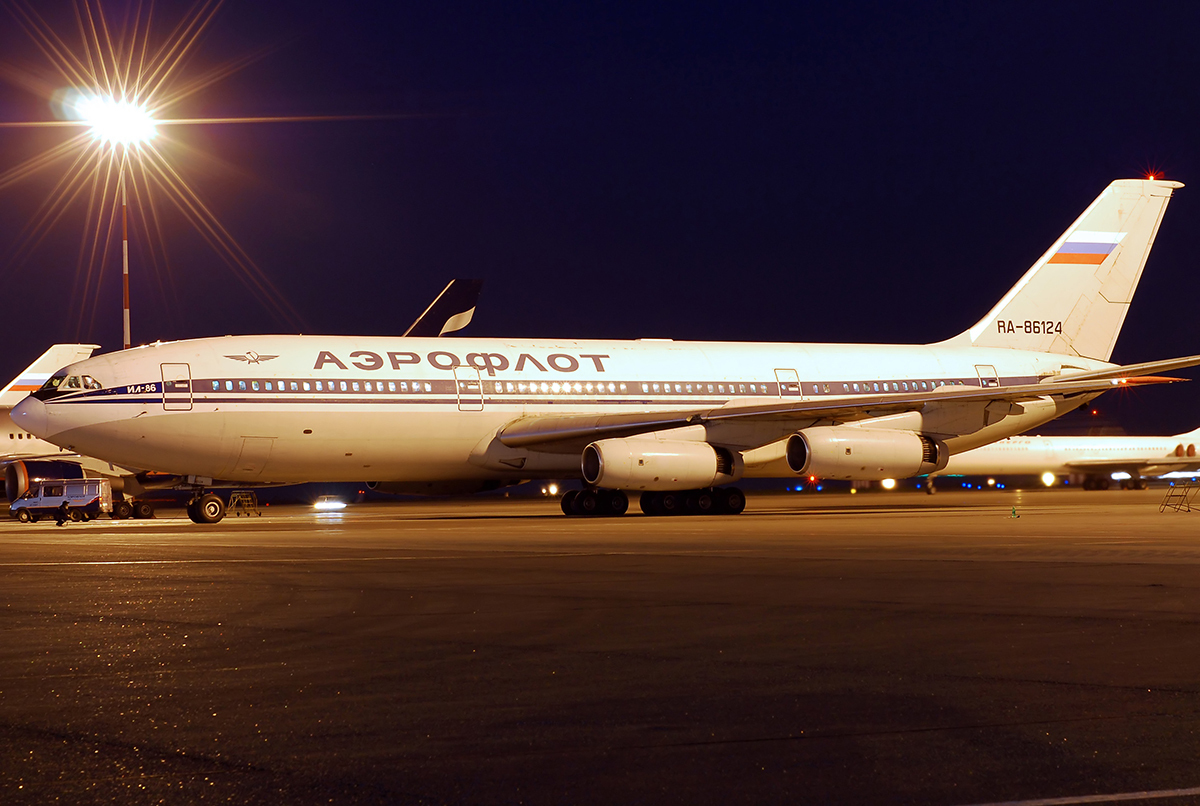
RA-86124

### RA-86103
Заводской номер 51483208071. Был выпущен 3 мая 1989 года Воронежским акционерным самолётостроительным обществом (ВАСО). Эксплуатировался авиакомпаниями «Аэрофлот» (с 6 мая 1989 года по 18 июля 2007 года (с 6 мая 1989 года по 1992 год — СССР-86103, ЦУ МВС, Шереметьевский ОАО)) и «Аэрофлот-Дон» (Ростов-на-Дону) (с 18 июля 2007 года по 11 апреля 2008 года). Оснащён четырьмя двухконтурными турбореактивными двигателями НК-86 Куйбышевского моторного завода. Совершил 8685 циклов «взлёт-посадка» и налетал 28969 часов.
С 11 апреля 2008 года находится на хранении в аэропорту Шереметьево (Москва) и является учебным бортом для студентов нескольких факультетов МГТУ ГА.
С 2014 по 2015 годы носил ложный бортовой номер СССР-86003.

### RA-86110
Заводской номер 51483208078. Был выпущен ВАСО 22 мая 1990 года. Эксплуатировался авиакомпаниями «Аэрофлот» (с 26 мая 1990 года по 31 июля 2007 года (с 26 мая 1990 года по 1992 год — СССР-86110, ЦУ МВС, Шереметьевский ОАО)) и «Аэрофлот-Дон» (с 31 июля 2007 года по январь 2009 года). Оснащён четырьмя двухконтурными турбореактивными двигателями НК-86 Куйбышевского моторного завода. Совершил 8121 цикл «взлёт-посадка» и налетал 26293 часа.
С января 2009 года находился на хранении в аэропорту Шереметьево, в феврале того же года был порезан на металлолом, 25 марта того же года был списан окончательно.

### RA-86124
Заводской номер 51483210092. Был выпущен ВАСО 29 июля 1992 года. Эксплуатировался авиакомпаниями Transaero (с с 29 июля 1992 года по 12 октября 1994 года, имя Воронеж), «Аэрофлот» (с 12 октября 1994 года по 23 августа 2007 года (с 9 сентября 2000 года по 25 июля 2003 года находился в ней на хранении)) и «Аэрофлот-Дон» (с 23 августа 2007 года по февраль 2011 года). Оснащён четырьмя двухконтурными турбореактивными двигателями НК-86 Куйбышевского моторного завода. Совершил 6107 циклов «взлёт-посадка» и налетал 19723 часа.
С февраля 2011 года находился на хранении в аэропорту Шереметьево, в июле того же года был порезан на металлолом.